# 図形の合同

図形の合同の例。左の二つの図形が互いに合同、その隣はそれらに相似である。一番右は他のどれとも合同でも相似でもない。注意すべき点は、図形の合同において位置や向きといった一部の性質・量は変わるが、距離や角度といった性質・量は変わらないということである。このように変わることのない性質・量を不変量と呼ぶ。

ユークリッド幾何学において二つの図形が合同（ごうどう、英語: congruence）とは、それらの形と大きさが同じであるということを数学的に表した概念である。場合によっては、形と大きさが同じである他に、一方が他方の鏡像である場合を含める。つまり、より厳密に言えば、二つの点集合が（互いに）合同であるとは、一方が他方に等長写像（すなわち、平行移動、回転および鏡映というユークリッドの運動群 （の組み合わせ）で移るとき、かつそのときに限り言う。しかるに二つの異なる平面図形が互いに合同ならば、いずれか一方の図形を位置を変え、あるいは鏡像反転して（しかし大きさは変えずに）他方の図形に一致させることができ、また紙の上に書いたそれらを切り取って（必要ならば紙を裏返して）ぴったり重ねることができる。
初等幾何学では以下のような形で「合同」という語がしばしば用いられる。
- ふたつの線分が合同であるのは、それらの長さが同じときである。
- ふたつの角度が合同であるのは、それらの角度が同じときである。
- ふたつの円が合同であるのは、それらの直径が同じときである。

これらの言い回しにおいて、「合同」というべきところを「等しい」「同じ」という語を充てることもよく行われる。この意味において、「二つの平面図形が合同である」ということは、それらの持つ対応する特徴（これには辺や角だけでなく、対角線や周長、面積などといったものも含まれる）が「合同」あるいは「同じ」であることを含意するものと捉えられる。
合同性と関連する概念として相似性は図形の形は同じで大きさだけが違いうることを意味する。ゆえに合同は相似の特別の場合である。
どのような図形を互いに同じと見なすかという基準は考察している対象や状況によって変わりうる。ユークリッド幾何学では合同を基準とするが、例えば基準を大幅に緩めてできる幾何学が位相幾何学（トポロジー）であり、他にも様々な幾何学が考えられる。エルランゲン・プログラムを参照。

## 解析幾何学的な定義
まず2次元の場合を考える。A, B を平面上の二つの図形としよう。A を B にユークリッドの運動、すなわち
1. 平行移動：図形上の全ての点を、一定の向きに一定の距離だけ移動すること、
2. 回転移動：平面上のある点を中心にしてそこからの距離を保ちつつ、図形上の全ての点を同じ角度だけ移動すること、
3. 対称移動：平面上のある直線に関して、線対称の位置にある点に図形上の全ての点をそれぞれ移動すること、

を繰り返すことによって重ねる、すなわちAの全ての点が対応するBの点を持つようにできるとき、A は B と合同である、または合同関係にあるという。
現代数学では、ユークリッド空間 E のある部分集合 A と B に対して、E から E への等長写像 (isometry) f が存在して、f(A) = B となるとき、A は B に合同である、と定義することが普通である。ユークリッド空間における自己等長写像は上のユークリッドの運動に一致するという定理があるのでこれらの定義は合致する。
2つの図形 A, B が互いに合同であるとき、"A ≡ B " と表す。合同関係は同値関係の一つである。

## 多角形の合同問題

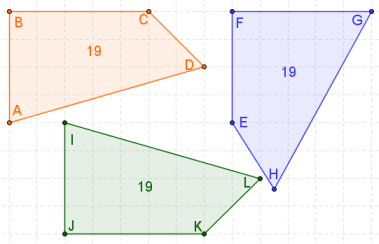
橙と緑の四辺形は合同、青はそれらとは合同でない。三つとも周長と面積は等しい（青の四辺形は辺の順番を「混ぜ」て、二つの内角と一つの対角線が合同でないようにしてある）。

二つの多角形が合同であるためには、それらの辺の数が（従って頂点の数も）等しくなければならない。n-辺形が互いに合同となるための必要十分条件は、それらが持つ n 個の辺と n 個の角を「辺-角-辺-角-…」のように順番に辿る（場合によっては一方を時計回りに、他方を反時計回りに辿ることを許すこともある）とき、それらの数値が数列として一致することである。
多角形の合同は、以下のように視覚的に述べることができる:
1. 二つの図形の対応する頂点を合わせてラベルを付ける。
2. 一方の図形から他方へ向けて、互いの図形の対応する頂点の間に矢印を書き、矢印に従った「平行移動」によって一組の頂点同士を一致させる。
3. 平行移動で一致させた頂点の周りの「回転」によって一組の対応する辺同士を一致させる。
4. 回転で一致させた辺に関する「鏡映」によって図形の残りの部分を一致させる。

この各ステップの何れかの部分で完遂できないことがあるならば、それらの図形は合同でないことになる。

## 三角形の決定問題
ユークリッドの運動のどの操作も、三角形のそれぞれの辺の長さや角の大きさを変えない。逆に2つの三角形が、互いに等しい長さの辺を持ち、対応する角も全て等しければ、2つは合同であることが分かる。つまり、3つの辺全てが等しく、三つの角も全て等しいということは、合同であるための必要十分条件である。この条件はもう少し簡単にすることができる。それが以下の3つである。
三角形の合同条件

三角形の形状は、2つの辺とその間の角度（二辺挟角相等；SAS (左上)）、2つの角度とその間の辺（二角夾辺相等；ASA (右上)）、または2つの角度とその間にない辺（二角一辺相等；AAS (左下)）を指定して合同にすることで決定される。 ただし、2つの辺とその間にない角度（二辺一角相等；SSA (右下) ）を指定する場合は、二通りの可能性が考えられ、それだけでは三角形の形状を決定できない。

- SSS (三辺相等): 3組の辺がそれぞれ等しい。
- SAS (二辺夾角相等または二辺挟角相等): 2組の辺とその間の角がそれぞれ等しい。
- ASA (一辺両端角相等/二角夾辺相等): 1組の辺とその両端の角がそれぞれ等しい。
- AAS (一辺二角相等/二角一辺相等): 2組の角とその間にない1組の辺がそれぞれ等しい。

総合幾何学における公理的手法に従い、ユークリッド幾何学（原論）において、これらはそれぞれ定理として証明されている。一方、ダフィット・ヒルベルトによる幾何学の公理化においても、これらはそれぞれ定理として証明されているが、二辺夾角相等に関しては、これに非常に近い公理が用いられ証明されている。日本の中学校数学においては、この点を曖昧にしており、あたかもすべてが公理であるかのように、作図に頼って導入されている。
- SSA (二辺一角相等/一角二辺相等): ユークリッド幾何では直角三角形・鈍角三角形などの情報がなければ必ずしも合同性は証明できず、二通りの可能性が考えられる場合がある。
- AAA (三角相等): ユークリッド幾何では相似性が証明できるのみで、合同条件には含まれない。

直角三角形
- RHS (斜辺他一辺相等): 斜辺と他の辺の1組がそれぞれ等しい。
- RHA (斜辺一鋭角相等): 斜辺と1組の鋭角がそれぞれ等しい。

鈍角三角形
- SSA (二辺鈍角相等): 2組の辺と1つの鈍角がそれぞれ等しい[要出典][4][5]。

### 球面三角形の決定問題
ユークリッド幾何のパターンに加え、球面幾何学や双曲幾何学においては（三角形の内角の和が三角形の大きさを決定するから）AAA が（与えられた曲率の曲面上の）角度の順番も等しければ合同条件となる。

## 円錐曲線の合同性と離心率
二つの円錐曲線が合同であるには、それらの離心率が一致し、かつそれ以外にそれらを特徴づける別のパラメータが一つ一致することが十分である。離心率は円錐曲線の形を決定するから、離心率が等しいことは相似性を言うには十分であり、もう一つのパラメータで大きさを決定することになる。二つの円、二つの放物線、二つの双曲線は常に同じ離心率（円は 0、放物線は 1、直角双曲線は √2）を持つから、これらの合同判定には、大きさを決めるパラメータが共通値であることのみを知ればよい。

## 多面体の合同判定
二つの多面体は辺の数 E が同じであるものとし、さらに面の数および対応する面における辺の数もそれぞれ一致するものとする。このとき、これら二つの多面体が合同であるか否かを決定することができる、高々 E 個の測度からなる集合が存在する。例えば立方体の場合、12 個の辺があるが、決定に必要な測度は 9 個で十分である。